# Prințesa Marie Anne a Franței
Marie-Anne a Franței (n. 16 noiembrie 1664 - d. 26 decembrie 1664) a fost al treilea copil și a doua fiică a regelui Ludovic al XIV-lea al Franței și a reginei Maria Tereza a Austriei.
Ca fiică a unui rege, a fost Fille de France.